# Copa CECAFA femenina 2022
La Copa CECAFA femenina del 2022 fue la 5.ª edición de dicha competición. Se jugó en Njeru, Uganda, del 1 al 11 de junio de 2022.
Siendo una de las naciones que actualmente cumple una suspensión de la FIFA como resultado de problemas entre la Federación de Fútbol de Kenia y el gobierno central, Kenia no tuvo la oportunidad de defender el título.

## Participantes
| Equipos participantes | Equipos participantes | Equipos participantes | Equipos participantes |
| --------------------- | --------------------- | --------------------- | --------------------- |
| Tanzania              | Burundi               | Sudán del Sur         | Zanzíbar              |
| Yibuti                | Etiopía               | Uganda                | Ruanda                |

### No participaron
- Kenia (suspendida por la FIFA)
- Sudán
- Eritrea
- Somalia

## Fase de grupos

### Grupo A

#### Clasificación
| Pos. | Equipo  | Pts. | PJ | G | E | P | GF | GC | Dif. | Clasificación                 |
| ---- | ------- | ---- | -- | - | - | - | -- | -- | ---- | ----------------------------- |
| 1    | Uganda  | 9    | 3  | 3 | 0 | 0 | 11 | 1  | +10  | Clasificado a las semifinales |
| 2    | Burundi | 6    | 3  | 2 | 0 | 1 | 6  | 5  | +1   | Clasificado a las semifinales |
| 3    | Ruanda  | 3    | 3  | 1 | 0 | 2 | 3  | 4  | −1   |                               |
| 4    | Yibuti  | 0    | 3  | 0 | 0 | 3 | 0  | 10 | −10  |                               |

Actualizado a los partidos jugados el 5 de junio de 2022.
 Fuente: Soccerway

#### Fixture
| Fecha                     | Lugar |         |                    | Resultado |                    |         |
| ------------------------- | ----- | ------- | ------------------ | --------- | ------------------ | ------- |
| 1 de junio de 2022, 13:00 | Njeru | Burundi | Bandera de Burundi | 3:0       | Bandera de Yibuti  | Yibuti  |
| 1 de junio de 2022, 16:00 | Njeru | Uganda  | Bandera de Uganda  | 2:0       | Bandera de Ruanda  | Ruanda  |
| 3 de junio de 2022, 13:00 | Njeru | Uganda  | Bandera de Uganda  | 5:0       | Bandera de Yibuti  | Yibuti  |
| 3 de junio de 2022, 16:00 | Njeru | Burundi | Bandera de Burundi | 2:1       | Bandera de Ruanda  | Ruanda  |
| 5 de junio de 2022, 13:00 | Njeru | Ruanda  | Bandera de Ruanda  | 2:0       | Bandera de Yibuti  | Yibuti  |
| 5 de junio de 2022, 16:00 | Njeru | Uganda  | Bandera de Uganda  | 4:1       | Bandera de Burundi | Burundi |

### Grupo B

#### Clasificación
| Pos. | Equipo        | Pts. | PJ | G | E | P | GF | GC | Dif. | Clasificación                 |
| ---- | ------------- | ---- | -- | - | - | - | -- | -- | ---- | ----------------------------- |
| 1    | Tanzania      | 7    | 3  | 2 | 1 | 0 | 16 | 2  | +14  | Clasificado a las semifinales |
| 2    | Etiopía       | 7    | 3  | 2 | 1 | 0 | 11 | 2  | +9   | Clasificado a las semifinales |
| 3    | Sudán del Sur | 3    | 3  | 1 | 0 | 2 | 1  | 6  | −5   |                               |
| 4    | Zanzíbar      | 0    | 3  | 0 | 0 | 3 | 0  | 18 | −18  |                               |

Actualizado a los partidos jugados el 6 de junio de 2022.
 Fuente: Soccerway

#### Fixture
| Fecha                     | Lugar |               |                          | Resultado |                          |               |
| ------------------------- | ----- | ------------- | ------------------------ | --------- | ------------------------ | ------------- |
| 2 de junio de 2022, 13:00 | Njeru | Zanzíbar      | Bandera de Zanzíbar      | 0:5       | Bandera de Etiopía       | Etiopía       |
| 2 de junio de 2022, 16:00 | Njeru | Tanzania      | Bandera de Tanzania      | 2:0       | Bandera de Sudán del Sur | Sudán del Sur |
| 4 de junio de 2022, 13:00 | Njeru | Etiopía       | Bandera de Etiopía       | 2:2       | Bandera de Tanzania      | Tanzania      |
| 4 de junio de 2022, 16:00 | Njeru | Sudán del Sur | Bandera de Sudán del Sur | 1:0       | Bandera de Zanzíbar      | Zanzíbar      |
| 6 de junio de 2022, 16:00 | Njeru | Sudán del Sur | Bandera de Sudán del Sur | 0:4       | Bandera de Etiopía       | Etiopía       |
| 6 de junio de 2022, 16:00 | Njeru | Tanzania      | Bandera de Tanzania      | 12:0      | Bandera de Zanzíbar      | Zanzíbar      |

## Fase final

### Semifinales
| Fecha                     | Lugar |          |                     | Resultado  |                    |         |
| ------------------------- | ----- | -------- | ------------------- | ---------- | ------------------ | ------- |
| 9 de junio de 2022, 13:00 | Njeru | Uganda   | Bandera de Uganda   | 1:0 (pro.) | Bandera de Etiopía | Etiopía |
| 9 de junio de 2022, 16:00 | Njeru | Tanzania | Bandera de Tanzania | 1:2        | Bandera de Burundi | Burundi |

### Tercer lugar
| Fecha                      | Lugar |         |                    | Resultado |                     |          |
| -------------------------- | ----- | ------- | ------------------ | --------- | ------------------- | -------- |
| 11 de junio de 2022, 12:00 | Njeru | Etiopía | Bandera de Etiopía | 2:1       | Bandera de Tanzania | Tanzania |

### Final
| Fecha                      | Lugar |        |                   | Resultado |                    |         |
| -------------------------- | ----- | ------ | ----------------- | --------- | ------------------ | ------- |
| 11 de junio de 2022, 15:00 | Njeru | Uganda | Bandera de Uganda | 3:1       | Bandera de Burundi | Burundi |

## Campeón
| Uganda         |
| Campeón Uganda |
| 1.er título    |

## Goleadoras
| Jugador            | Selección | Goles |
| ------------------ | --------- | ----- |
| Opah Clement       | Tanzania  | 7     |
| Sandra Nabweteme   | Uganda    | 6     |
| Fazila Ikwaput     | Uganda    | 6     |
| Sandrine Niyonkuru | Burundi   | 5     |
| Loza Abera         | Etiopía   | 4     |
| Aregash Tadesse    | Etiopía   | 4     |

## Clasificación general
| Equipo | Equipo        | Pts | PJ | PG | PE | PP | GF | GC | Dif |
| ------ | ------------- | --- | -- | -- | -- | -- | -- | -- | --- |
| 1      | Uganda        | 15  | 5  | 5  | 0  | 0  | 15 | 2  | +13 |
| 2      | Burundi       | 9   | 5  | 3  | 0  | 2  | 9  | 9  | 0   |
| 3      | Etiopía       | 10  | 5  | 3  | 1  | 1  | 13 | 4  | +9  |
| 4      | Tanzania      | 7   | 5  | 2  | 1  | 2  | 18 | 6  | +12 |
| 5      | Ruanda        | 3   | 3  | 1  | 0  | 2  | 3  | 4  | -1  |
| 6      | Sudán del Sur | 3   | 3  | 1  | 0  | 2  | 1  | 6  | -5  |
| 7      | Yibuti        | 0   | 3  | 0  | 0  | 3  | 0  | 10 | -10 |
| 8      | Zanzíbar      | 0   | 3  | 0  | 0  | 3  | 0  | 18 | -18 |